# John Ibbotson
John Ibbotson (Dodworth, 1869. október 12. – Derby, 1950. május 10.) angol nemzetközi labdarúgó-játékvezető.

## Pályafutása

### Nemzeti játékvezetés
Nemzeti labdarúgó-szövetségének megfelelő játékvezető bizottsága minősítése alapján lett az The Football League játékvezetője. A küldési gyakorlat szerint rendszeres partbírói szolgálatot is végzett.

### Nemzetközi játékvezetés
Az Angol labdarúgó-szövetség Játékvezető Bizottsága (JB) terjesztette fel nemzetközi játékvezetőnek, a Nemzetközi Labdarúgó-szövetség (FIFA) 1908-tól tartotta nyilván bírói keretében. A FIFA JB központi nyelvei közül a angolt beszéli. Több nemzetek közötti válogatott és klubmérkőzést vezetett, vagy működő társának partbíróként segített. A  nemzetközi játékvezetéstől 1908-ban búcsúzott. Válogatott mérkőzéseinek száma: 3.

#### Olimpiai játékok

##### 1908. évi nyári olimpiai játékok
Az  1908. évi nyári olimpiai játékok labdarúgó tornáján a FIFA JB bírói szolgálatra alkalmazta.

###### Labdarúgás az 1908. évi nyári olimpiai játékokon
| Időpont           | Helyszín                   | Mérkőzés típusa   | Mérkőzés          | Eredmény | Nézők száma |
| ----------------- | -------------------------- | ----------------- | ----------------- | -------- | ----------- |
| 1908. október 20. | White City Stadion, London | egyik negyeddöntő | Anglia–Svédország | 12 – 1   | 2000        |

#### Brit Bajnokság
1882-ben az Egyesült Királyság brit tagállamainak négy szövetség úgy döntött, hogy létrehoznak egy évente megrendezésre kerülő bajnokságot egymás között. Az utolsó bajnoki idényt 1983-ban tartották.

##### 1907–08 British Home Championship
| Időpont           | Helyszín                  | Mérkőzés típusa | Mérkőzés        | Eredmény |
| ----------------- | ------------------------- | --------------- | --------------- | -------- |
| 1908. március 14. | Dalymount Park, Dublin    | csoportmérkőzés | Írország–Skócia | 0 – 5    |
| 1908. április 11. | Athletic Ground, Aberdare | csoportmérkőzés | Wales–Írország  | 0 – 1    |